# Poggio a Caiano
Poggio a Caiano är en ort och kommun i provinsen Prato i regionen Toscana i Italien. Kommunen hade 10 143 invånare (2018).